# Anomis bipunctata
Anomis bipunctata là một loài bướm đêm trong họ Erebidae.